# كريستيان أوير
كريستيان أوير (بالألمانية: Christian Auer)‏ هو متزلج صدري نمساوي، ولد في 4 أبريل 1966 في إنسبروك في النمسا.

## وصلات خارجية
- كريستيان أوير على موقع أوليمبيديا (الإنجليزية)